# Seznam písní Nirvany
Toto je seznam písní americké kapely Nirvana. Je zde obsaženo celkem 61 písní.

## Abecední seznam

### A
- About a Girl
- Aero Zeppelin
- All Apologies
- Aneurysm

### B
- Been A Son
- Beeswax
- Big Cheese
- Big Long Now
- Blew
- Breed

### C
- Come as You Are
- Curmudgeon

### D
- D-7
- Dive
- Downer
- Drain You
- Dumb

### E
- Endless, Nameless
- Even in His Youth

### F
- Floyd The Barber
- Frances Farmer Will Have Her Revenge on Seattle

### G
- Gallons of Rubbing Alcohol Flow Through the Strip

### H
- Hairspray Queen
- Heart-Shaped Box

### I
- I Hate Myself and Want to Die
- In Bloom

### L
- Lithium
- Lounge Act
- Love Buzz

### M
- Marigold
- Mexican Seafood
- Milk It
- Moist Vagina
- Molly's Lips
- Mr. Moustache

### N
- Negative Creep
- (New Wave) Polly

### O
- On A Plain

### P
- Paper Cuts
- Pennyroyal Tea
- Polly

### R
- Radio Friendly Unit Shifter
- Rape Me

### S
- Scentless Apprentice
- School
- Scoff
- Serve the Servants
- Sifting
- Sliver
- Smells Like Teen Spirit
- Something In The Way
- Son of a Gun
- Spank Thru
- Stain
- Stay Away
- Swap Meet

### T
- Territorial Pissings
- Turnaround
- The man who sold the world

### V
- Very Ape

### Y
- You Know You're Right